# 景宁城墙

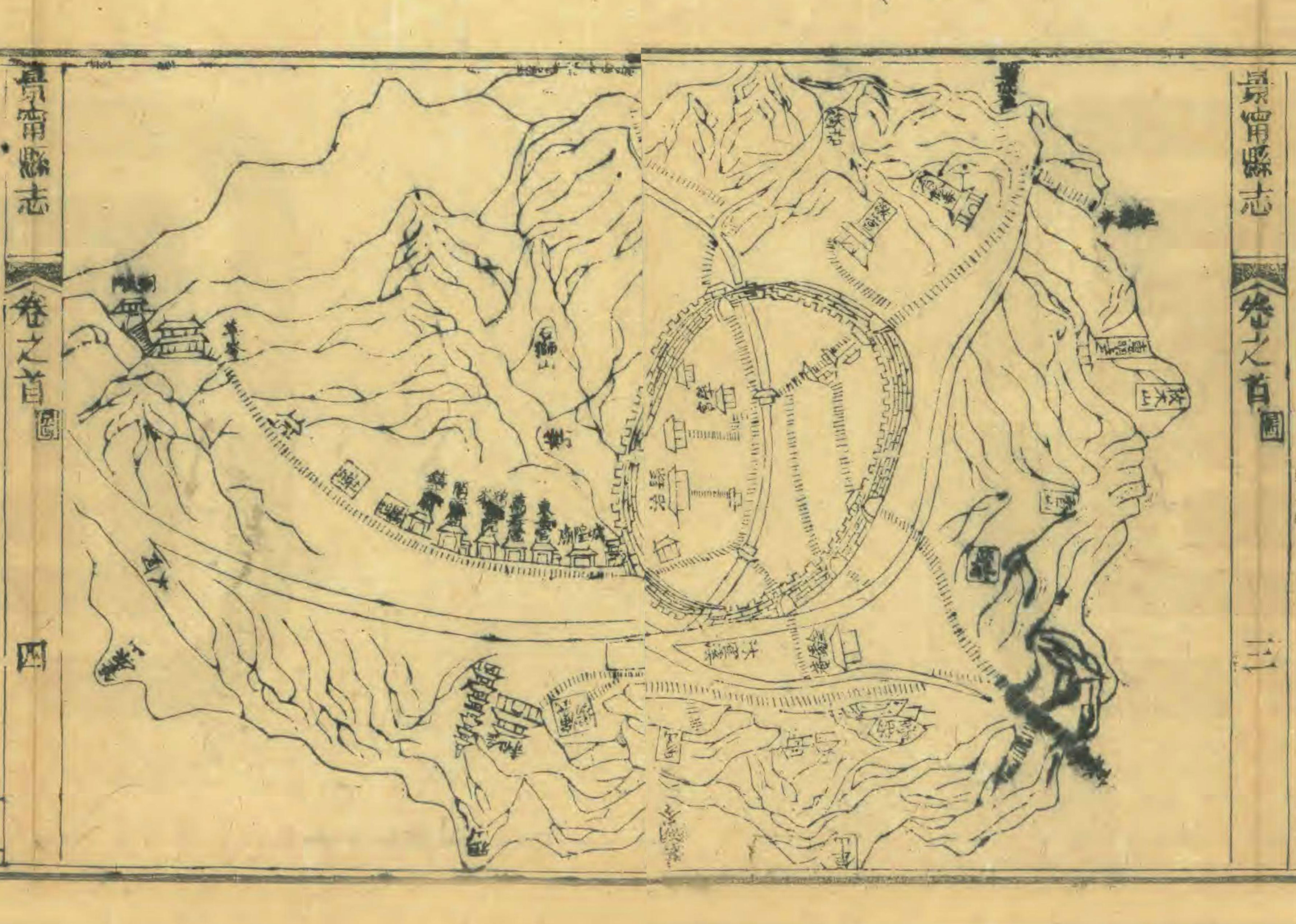
清同治十二年（1873）《景宁县志》县城图。

景宁城墙为旧景宁县城城墙，位于今中华人民共和国浙江省丽水市景宁畲族自治县鹤溪街道东南老城区，今已不存。
景宁为明景泰三年（1452）置县，属处州府。崇祯十三年（1640）知县徐日隆为防盗贼筑石城，至清末已圮。城墙北临石印山（又名桂山），西临鹤溪。城周二里（约960米），高厚不详，设有陆门六座，分别为大东门行春门、小东门、西门、大南门、小南门和北门承恩门（后改会衢门），除小南门外其余各门均设城楼，此外按图应有水门两座，不设城壕（图）。
原城内的主要建筑有县署（已不存，原位于石印山南麓、文庙西侧）和学宫（景宁县学文庙，今人民南路72号，浙江省文物保护单位）等，城隍庙则位于北门外。以景宁老城为主体的鹤溪街道现为中国历史文化名镇，城内尚存潘家大屋（百岁门戏台后15-16号，浙江省文物保护单位）、潘家老屋（大众街44-48号，景宁畲族自治县文物保护单位）和梅家老屋（大众街21号，门楼为景宁畲族自治县文物保护单位）等代表性的传统民居。